# چیل، جزیره وایت
چیل، جزیره وایت (به انگلیسی: Chale) یک روستا و محله مدنی در بریتانیا است که در جزیره وایت واقع شده‌است. چیل ۸٫۹۰۴۶ کیلومتر مربع مساحت و ۶۳۹ نفر جمعیت دارد.